# Battaglia di Paoli
La battaglia di Paoli, anche detta massacro di Paoli, venne combattuta nella notte tra il 20 e il 21 settembre 1777 nei pressi della taverna di Paoli in Pennsylvania (il terreno dello scontro è oggi parte della cittadina di Malvern) tra le forze americane guidate dal generale Anthony Wayne e un'armata britannica sotto il generale Charles Grey, nell'ambito degli eventi della campagna di Filadelfia della guerra d'indipendenza americana.
Le forze di Wayne, accampatesi alle spalle dell'armata britannica nel tentativo di insidiarne i convogli di rifornimento, furono attaccate in piena notte dalle truppe di Grey, preavvertite della loro presenza grazie alle numerose spie reclutate nella regione: colti completamente di sorpresa, gli americani furono rapidamente messi in rotta dopo aver offerto una debole resistenza, riportando dure perdite.

## Antefatti
Alla fine dell'agosto 1777, una grossa armata britannica proveniente via mare da New York sbarcò nella baia di Chesapeake agli ordini del generale William Howe, comandante in capo delle forze britanniche in Nord America, e mosse verso nord alla volta di Filadelfia, capitale provvisoria degli Stati Uniti e sede del Congresso Continentale; il generale George Washington, comandante in capo dell'Esercito Continentale americano, assunse una posizione difensiva a protezione della città, ma subì una dura sconfitta ad opera dei britannici nella battaglia di Brandywine l'11 settembre 1777. Howe non fu in grado di sfruttare la vittoria ottenuta e di inseguire l'armata americana in fuga, rimanendo fermo per cinque giorni nell'area del Brandywine alla ricerca di sufficienti carriagi per sgombrare i suoi feriti e trasportare i suoi rifornimenti; ciò consentì a Washington di ritirarsi indisturbato attraverso il fiume Schuylkill, passare sulla riva orientale, muovere attorno all'abitato di Filadelfia e raggiungere i depositi allestiti a Reading per fare rifornimento di munizioni. Quando infine Howe si mosse in avanti con lentezza e circospezione, dirigendo su Filadelfia attraverso la contea di Chester, Washington riattraversò lo Schuylkill e assunse una posizione difensiva in una valle tra Filadelfia e Lancaster dove attese il nemico; il 16 settembre le due armate ingaggiarono una serie di scaramucce, ma prima che questi scontri si potessero trasformare in una battaglia aperta un violento temporale si abbatté sulla zona inzuppando le munizioni e rendendo impossibile per i soldati adoperare le armi da fuoco.
Coperto dalla nebbia, Washington si ritirò ancora una volta oltre lo Schuylkill per andare a rifornirsi a Reading, lasciando però due forze sulla riva opposta per continuare a molestare la retroguardia dei britannici avanzanti: la divisione di regolari dell'Esercito Continentale guidata dal generale Anthony Wayne (forte di circa 1 500 uomini in gran parte provenienti dalla Pennsylvania) e le unità della milizia del Maryland agli ordini del generale William Smallwood (circa 1 000 uomini). Con i britannici di Howe acquartierati a Tredyffrin non lontano dal guado di Swede's Ford sullo Schuylkill, Wayne si mosse alle spalle del nemico nel tentativo di insidiare il suo treno di carriagi e si accampò all'incrocio stradale situato nei pressi della taverna Admiral Warren, a metà strada tra la taverna White Horse a ovest (posta sulla strada per Lancaster) e la taverna General Paoli a est (sulla strada per Filadelfia).
L'area di Filadelfia contava una vasta presenza di Lealisti, americani fedeli alla corona britannica, e di conseguenza Howe ricevette notizie precise sulla posizione delle forze americane. Cercando di cogliere l'occasione per eliminare un distaccamento isolato dell'armata di Washington, Howe inviò quindi una forza britannica all'attacco dell'accampamento di Wayne: al comando del generale Charles Grey fu affidata una forza di 1 200 uomini provenienti da due reggimenti di fanteria di linea (il 42nd Regiment of Foot e il 44th (East Essex) Regiment of Foot), da un battaglione di fanteria leggera (il 2nd Light Infantry Battalion, un'unità ad hoc formata dall'unione delle compagnie leggere di 13 reggimenti distinti) e da un piccolo distaccamento di dragoni del 16th Light Dragoons; altri 500/600 uomini di due reggimenti di fanteria furono distaccati in appoggio alla forza di Grey a circa due miglia più a nord, ma non presero parte alla battaglia.

## La battaglia

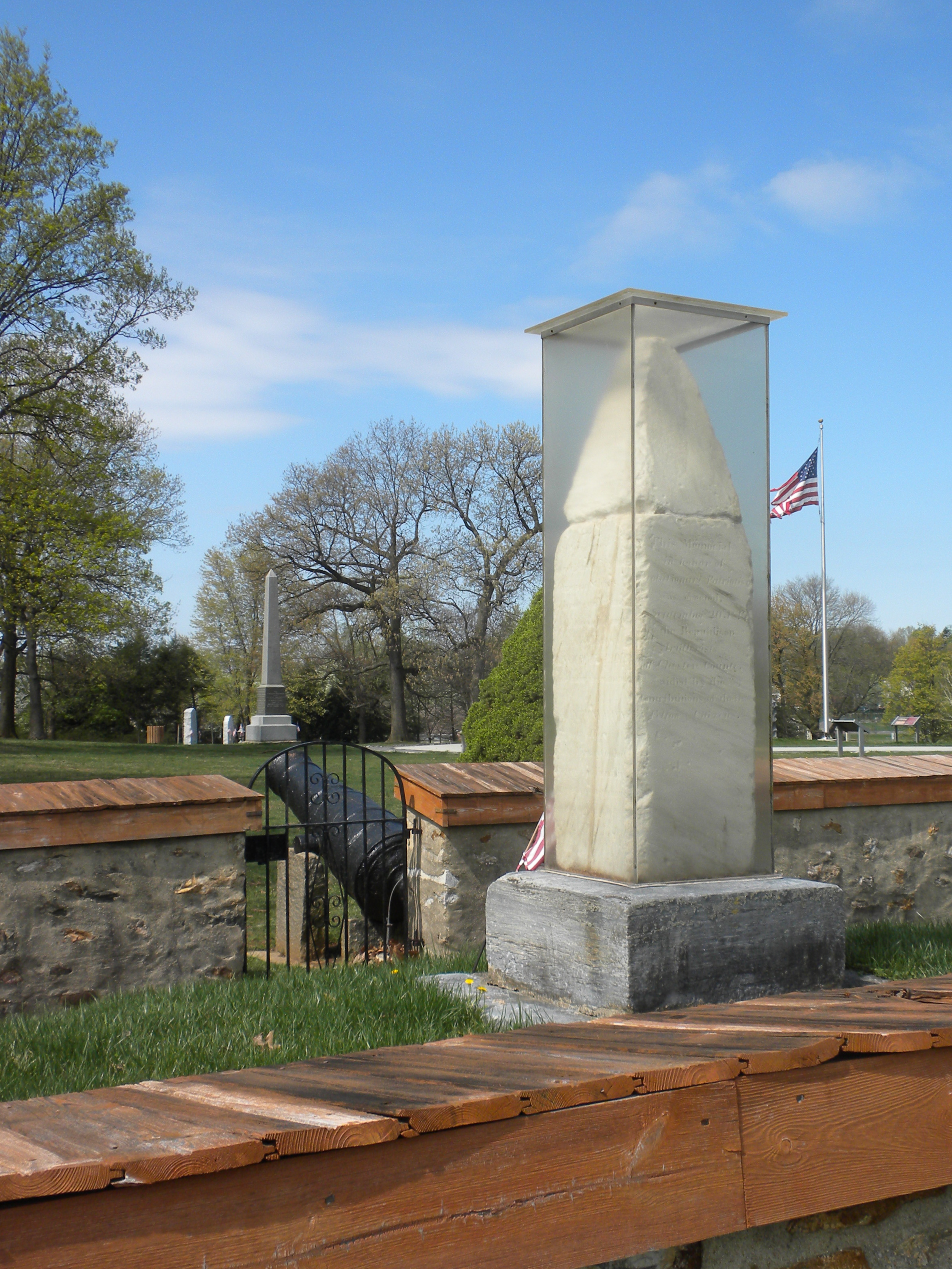
Il moderno memoriale dedicato alla battaglia

La forza di Grey lasciò il campo britannico alle 22:00 del 20 settembre, muovendo lungo la Moores Hall Road alla volta dell'incrocio della taverna di Warren con la guida di un fabbro locale. Non appena le prime truppe britanniche raggiunsero l'incrocio si imbatterono nei picchetti americani che circondavano il campo di Wayne; gli spari delle sentinelle allertarono gli americani accampati, che iniziarono a ritirarsi nei boschi a sud dell'incrocio per trovare riparo. I britannici caricarono quindi i boschi dove gli americani si stavano rifugiando: il 2nd Light Infantry apriva la strada, con il 44th of Foot in seconda schiera e il 42nd of Foot in terza schiera.
Per ordine di Grey le pietre focaie dei moschetti britannici erano state rimosse onde impedire che qualche sparo accidentale potesse mettere prematuramente in allarme gli americani, così l'attacco fu condotto a colpi di baionetta. Dopo una mischia confusa le forze americane cedettero e si dispersero nel disordine più totale, iniziando a fuggire verso ovest in direzione della taverna White Horse. La milizia del Maryland di Smallwood, accampata più a ovest della posizione di Wayne, tentò di intervenire in appoggio dei regolari in fuga solo per essere anch'essa caricata dai britannici: male addestrati e privi di esperienza, i miliziani cedettero quasi subito e si diedero alla fuga, ponendo fine allo scontro.

## Conseguenze
La battaglia di Paoli rappresentò un grave smacco per l'Esercito Continentale americano, con un'intera divisione di suoi regolari messa in rotta al primo urto con un contingente relativamente piccolo di truppe britanniche. Il generale Wayne fu sottoposto a indagine da parte di una commissione d'inchiesta ufficiale, e benché le accuse di cattiva condotta furono lasciate cadere fu formalmente criticato per aver commesso un errore tattico; infuriato per questa critica, Wayne stesso chiese la convocazione di una formale corte marziale per sentenziare sull'accaduto, la quale il 1º novembre lo sollevò da qualunque critica e stabilì che il suo operato era stato onorevole.
Le forze britanniche subirono poche perdite nello scontro, calcolate in 4 morti e 5 feriti; di contro le perdite americane furono molto più pesanti, assommando a 53 morti, 113 feriti e 71 prigionieri, con molti uomini che approfittarono della rotta per disertare. L'impiego delle baionette da parte dei britannici fece sollevare da parte americana l'accusa che il nemico non avesse offerto quartiere e avesse massacrato i soldati americani feriti o che cercavano di arrendersi, un'accusa comune che le due parti si rinfacciavano spesso a vicenda; i propagandisti americani dipinsero lo scontro come un vero e proprio massacro indiscriminato, ma queste accuse sono oggi ritenute in gran parte false e smentite dall'ampio numero di prigionieri presi dai britannici.
Senza più alcuna opposizione alle sue spalle, Howe poté riprendere la marcia e il 26 settembre fece il suo ingresso a Filadelfia, sgombrata dalle forze americane e ceduta senza combattere; le truppe britanniche si attestarono quindi a nord della città, dove il 4 ottobre dovettero sostenere un contrattacco delle forze di Washington culminato nella battaglia di Germantown.